# تاتسويا تاناكا (لاعب كرة قدم مواليد 1982)
تاتسويا تاناكا (باليابانية: 田中達也) (مواليد 27 نوفمبر 1982 في شونان) لاعب كرة قدم ياباني دولي يجيد اللعب في خط الهجوم . يلعب حاليا لصالح نادي أوراوا ريد دياموندز الياباني منذ 2001 .

## روابط خارجية
- تاتسويا تاناكا على موقع الاتحاد الدولي (مؤرشف)  (الإنجليزية)
- تاتسويا تاناكا على موقع رابطة كرة القدم اليابانية للمحترفين (اليابانية)
- تاتسويا تاناكا على موقع قاعدة بيانات كرة القدم.إي يو (الإنجليزية)
- تاتسويا تاناكا على موقع ناشيونال فوتبول تيمز (الإنجليزية)
- تاتسويا تاناكا على موقع Soccerway.com (الإنجليزية)
- تاتسويا تاناكا على موقع عالم كرة القدم.نت (الإنجليزية)
- تاتسويا تاناكا على موقع كووورة
- تاتسويا تاناكا على موقع أوليمبيديا (الإنجليزية)